# آنج نگوسان
آنج نگوسان (انگلیسی: Ange N'Guessan؛ زادهٔ ۱۸ نوامبر ۱۹۹۰) بازیکن فوتبال اهل ساحل عاج است.
از باشگاه‌هایی که در آن بازی کرده‌است می‌توان به باشگاه فوتبال بارسلونا اشاره کرد.
وی همچنین در تیم ملی فوتبال زنان ساحل عاج بازی کرده‌است.